# The Right Left Hand
Singles de George Jones
Wine Colored Roses
(1986) I Turn to You
(1987)
The Right Left Hand est un single de l'artiste américain de musique country George Jones. Il est sorti en janvier 1987, c'est le deuxième single extrait de l'album Wine Colored Roses.

## Réception

### Réception commerciale
Le single a atteint la 8e position du hit-parade Billboard Hot Country Singles.

## Positions dans les hits-parade
| Hit-parade (1987)                  | Position |
| ---------------------------------- | -------- |
| U.S. Billboard Hot Country Singles | 8        |
| Canadian RPM Country Tracks        | 6        |